# Devil's Film
Devil's Film es un estudio de cine pornográfico estadounidense con sede en Chatsworth, distrito de Los Ángeles (California). Lanzado en 1997, el estudio comenzó especializándose en pornografía gonzo así como en vídeos especializados en temáticas swinger y de gangbang, para pasar, con el tiempo, a otras como la fetichista, la pornografía interracial, transexual o MILF.
En el año 2009 llegó a culminar la producción de su película número 1000. Uno de los que fueron sus principales promotores, que grabó multitud de cintas para el estudio, fue el también actor y cineasta Joey Silvera, que debutó en la dirección gracias a Devil's Film a finales de los años 1990, antes de pasarse a la competencia de Evil Angel.
En abril de 2013, Giant Media Group, la empresa matriz de Pipedream Products, anunció la adquisición de Devil's Film. Bajo el paraguas de Devil's Film, han sido creadas las productoras L Factor, especializada en temática lésbica, y Goodfellas, esta en transexual, y encargada de la serie America's Next Top Tranny, parodia del reality show America's Next Top Model, y que tuvo hasta 20 entregas rodadas entre 2006 y 2014.
En 2009, los estudios comenzaron a realizar producciones paródicas tanto de series como de películas culturalmente conocidas. La primera de ellas fue Coctomom, protagonizada por Vannah Sterling e inspirada en la historia de Nadya Suleman, la mujer que apareció en la prensa sensacionalista por haber dado a luz octillizos por medio de una fecundación in vitro. También ha parodiado las series de HBO Big Love, como This Isn't Big Love, Mad Men de AMC, como This Isn't Mad Men, The Bachelor de ABC como This Isnt the Bachelor o The Biggest Loser de NBC, llamada This Isn't The Biggest Loser.

## Actores
Devil's Film ha rodado a lo largo de su historia con innumerables actores y actrices pornográficas, así como transexuales, de la industria, entre ellos:

### Actrices
- Abella Danger
- Alexis Texas
- Alura Jenson
- Amirah Adara
- Angela White
- Belladonna
- Bridgette B.
- Cali Carter
- Carmen Caliente
- Chanel Preston
- Cytherea
- Dana DeArmond
- Dana Vespoli
- Eva Angelina
- Francesca Le
- Gia Derza
- Gina Valentina
- India Summer
- Katsuni
- Kenzie Reeves
- Jasmine Jae
- Jojo Kiss
- Julia Ann
- Lauren Phillips
- Lea Lexis
- Leigh Raven
- Lisa Ann
- Luna Star
- Melissa Lauren
- Nina Hartley
- Nina Elle
- Penny Pax
- Phoenix Marie
- Romi Rain
- Riley Reid
- Sasha Grey
- Syren De Mer
- Tori Black
- Valentina Nappi
- Veronica Avluv
- Violet Monroe
- Whitney Wright

### Actores
- Brandon Iron
- Chad Alva
- Chad Diamond
- Christian XXX
- Donnie Rock
- Eric Masterson
- Isiah Maxwell
- Jean Val Jean
- Jon Jon
- Lance Hart
- Lee Bang
- Logan Pierce
- Lucas Frost
- Marcus London
- Mark Wood
- Mr. Pete
- Nathan Bronson
- Prince Yahshua
- Rico Strong
- Rocco Reed
- Rod Hardman
- Ryan Ryder
- Sean Michaels
- Small Hands
- Steve Holmes
- Steven St. Croix
- Seth Gamble
- Tommy Gunn
- Tommy Pistol
- Tyler Nixon

### Actrices transexuales
- Annabelle Lane
- Aspen Brooks
- Aubrey Kate
- Casey Kisses
- Chanel Santini
- Chelsea Marie
- Domino Presley
- Foxxy
- Hazel Tucker
- Jane Marie
- Jessy Dubai
- Jonelle Brooks
- Kendra Sinclaire
- Kylie Maria
- Kimber James
- Korra del Río
- Lena Kelly
- Mandy Mitchell
- Mia Isabella
- Natalie Mars
- Nina Lawless
- Ryder Monroe
- Sarina Valentina
- Stefani Special
- Vaniity
- Venus Lux
- Yasmin Lee

## Premios destacados
- 2007 - Premio AVN a la Mejor serie transexual por Transsexual Prostitutes[17][18]
- 2008 - Premio AVN al Mejor lanzamiento transexual por Transsexual Babysitters 2[19][20]
- 2008 - Premio AVN a la Mejor serie transexual por Transsexual Prostitutes[17]
- 2009 - Premio AVN a la Mejor serie de orgía - gangbang por Cream Pie Orgy[21][22]
- 2009 - Premio AVN al Mejor lanzamiento transexual por America's Next Top Tranny 2[23]
- 2009 - Premio AVN a la Mejor serie transexual por Transsexual Babysitters[24]
- 2011 - Premio XBIZ al Lanzamiento transexual del año por America's Next Top Tranny 6[25][26]
- 2012 - Premio AVN a la Mejor serie transexual por America's Next Top Tranny[7][27]
- 2012 - Premio XBIZ a la Serie interracial del año por Interracial Swingers[28][29]
- 2014 - Premio XBIZ al Lanzamiento lésbico del año por Seduction of Riley Reid[30][31]
- 2015 - Premio XBIZ al Lanzamiento afroamericano del año por Seduction of Skin Diamond[32][33]
- 2016 - Premio AVN a la Mejor película de sexo transexual por The Tranny Bunch[34][35]